# Strange Highways
Strange Highways è il sesto album della band heavy metal Dio, pubblicato nel 1993 dalla Reprise Records.
Conclusa l'esperienza con i Black Sabbath, Ronnie James Dio decise di riformare i Dio insieme a Vinny Appice e reclutando Jeff Pilson (ex-Dokken) al basso e Tracy G alla chitarra. Quest'ultimo aveva già lavorato con Appice nel progetto WWIII, realizzando un album nel 1991.

## L'album
Rispetto ai precedenti chitarristi della band, Tracy G. ha uno stile più moderno, aggressivo e originale; ciò, unito al drumming di Appice e ad un cantato molto più aggressivo che in passato, contribuisce a creare un album molto più "heavy" dei precedenti, difatti le vecchie tematiche sui draghi e arcobaleni lasciano spazio a temi più attuali come l'abuso sui minori o tematiche prettamente sociali.
A livello di suono e di testi sembra una continuazione di Dehumanizer.
I vecchi fans non accettarono questa sterzata heavy e soprattutto Tracy G. riscosse pareri piuttosto negativi, soprattutto in riferimento alle sue esecuzioni live dei vecchi classici della band, infatti l'album non ottenne un buon riscontro di vendite e il tour non fu un gran successo.

## Tracce
1. Jesus, Mary, & the Holy Ghost – 4:13 –  (Dio, G, Pilson)
2. Firehead – 4:06 –  (Appice, Dio, Gri Jalva, Tracy G, Pilson)
3. Strange Highways – 6:54 –  (Appice, Dio, Gri Jalva, Tracy G, Pilson)
4. Hollywood Black – 5:10 –  (Dio, G, Appice)
5. Evilution – 5:37 –  (Appice, Dio, Gri Jalva, Tracy G, Pilson)
6. Pain – 4:14 –  (Dio, G)
7. One Foot in the Grave – 4:01 –  (Appice, Dio, Gri Jalva, Tracy G, Pilson)
8. Give Her the Gun – 5:58 –  (Dio, G, Pilson)
9. Blood from a Stone – 4:14 –  (Appice, Dio, Gri Jalva, Tracy G, Pilson)
10. Here's to You – 3:24 –  (Appice, Dio, Gri Jalva, Tracy G, Pilson)
11. Bring Down the Rain – 5:45 –  (Appice, Dio, Gri Jalva, Tracy G, Pilson)

## Formazione
- Ronnie James Dio - voce
- Jeff Pilson - basso
- Tracy G - chitarra
- Vinny Appice - batteria